# Empoasca quadripunctata
Empoasca quadripunctata är en insektsart som beskrevs av Evans 1942. Empoasca quadripunctata ingår i släktet Empoasca och familjen dvärgstritar. Inga underarter finns listade i Catalogue of Life.